# Aeronca Arrow
El Aeronca Model 9 Arrow fue un monoplano ligero polivalente estadounidense, construido por Aeronca Aircraft en los años 40 del siglo XX.

## Diseño y desarrollo
Diseñado por Edward Burn, el avión era de cabina totalmente metálica y ala baja con tren de aterrizaje retráctil (de accionamiento manual). En la cabina se disponían dos asientos lado a lado, y detrás de ellos, un portaequipajes que se podía convertir en un banco con capacidad para otros dos pasajeros. El motor utilizado era un motor alternativo Franklin 4AC de 90 hp, con una hélice bipala de madera de paso fijo. Se orientaba al mercado de los pilotos que volvían de la Segunda Guerra Mundial y fue presentado en 1947, pero nunca entró en producción.
El único prototipo (registrado NX39581) se destruyó en un accidente durante un vuelo de prueba, debido a un fallo de la hélice.

## Especificaciones

### Características generales
- Tripulación: Uno.
- Capacidad: Un pasajero.
- Longitud: 6,0 m
- Envergadura: 9,1 m
- Superficie alar: 12,72 m²
- Peso vacío: 325 kg
- Peso máximo al despegue: 533 kg
- Planta motriz: 1× motor opuesto de 4 cilindros Franklin 4AC.
  - Potencia: 67 kW (90 hp)

### Rendimiento
- Velocidad nunca excedida (Vne): 217 km/h
- Velocidad crucero (Vc): 177 km/h
- Velocidad de entrada en pérdida (Vs): 80,5 km/h
- Alcance: 805 km